# Pseudokahlerina
Pseudokahlerina es un género de foraminífero bentónico de la subfamilia Ozawainellinae, de la familia Ozawainellidae, de la superfamilia Fusulinoidea, del suborden Fusulinina y del orden Fusulinida. Su especie tipo es Pseudokahlerina discoidalis. Su rango cronoestratigráfico abarca el Lopingiense (Pérmico superior).

## Discusión
Clasificaciones más recientes incluyen Pseudokahlerina en la superfamilia Ozawainelloidea, y en la subclase Fusulinana de la clase Fusulinata.

## Clasificación
Pseudokahlerina incluye a las siguientes especies:
- Pseudokahlerina capitanensis †
- Pseudokahlerina compressa †
- Pseudokahlerina crepida †
- Pseudokahlerina discoidalis †
- Pseudokahlerina implexa †
- Pseudokahlerina latespiralis †
- Pseudokahlerina porrecta †